# Воробьи (озеро)
Воробьи́ (Воробьиное; бел. Вераб'і) — мелководное озеро на территории ландшафтного заказника республиканского значения «Сорочанские озёра» в Островецком районе Гродненской области Белоруссии. Относится к Сорочанской группе озёр в бассейне Вилии.
Озеро располагается на высоте 130,8 м над уровнем моря между населёнными пунктами Сенюти, Воробьи, Соловьи и Ковалевщина в Михалишковском сельсовете на северо-востоке Островецкого района. Котловина вытянута с северо-запада на юго-восток. Площадь озера составляет 46 га. Длина — 1,12 км, наибольшая ширина — 0,57 км. Береговая линия слабоизвилистая, длиной 2,9 км. Объём воды в озере — 0,94 млн м³. Максимальная глубина — 3,1 м, средняя — 2,0 м. Прозрачность воды — 0,5 м. Подвержено зарастанию. Площадь водосборного бассейна — 8,2 км². Проточное: сообщается с озером Гульбеза (Губеза) через ручей, впадающий в северо-западную оконечность, и с нижним течением реки Страча через ручей, вытекающий из юго-восточной оконечности.